# ГЕС Менге
ГЕС Менге (тур. Menge Barajı) — гідроелектростанція на півдні Туреччини. Знаходячись між ГЕС Феке 2 (вище по течії) та ГЕС Кушакли (20 МВт), входить до складу каскаду у сточищі річки Сейхан, яка протікає через Адану та впадає до Середземного моря.
У межах проєкту лівий витік Сейхану річку Гексу перекрили греблею з ущільненого котком бетону  висотою 68 метрів та довжиною 303 метри, яка потребувала 328 тис. м3 матеріалу. На час її будівництва воду тимчасово відвели за допомогою тунелю довжиною 0,4 км з діаметром 8 метрів. Гребля утримує водосховище об'ємом 51 млн м3 (корисний об'єм 23 млн м3), у якому припустиме коливання рівня поверхні між позначками 470 та 480 метрів НРМ.
Зі сховища ресурс подається до пригреблевого машинного залу, де встановлено дві турбіни типу Френсіс потужністю по 44,7 МВт. При напорі понад 60 метрів (рівень нижнього б'єфу складає 422,5 метра НРМ) вони повинні забезпечувати виробництво 203 млн кВт·год електроенергії на рік.
Видача продукції відбувається по ЛЕП, розрахованій на роботу під напругою 154 кВ.